# Onthotrupes sobrinus
Onthotrupes sobrinus är en skalbaggsart som beskrevs av Henri Jekel 1865. Onthotrupes sobrinus ingår i släktet Onthotrupes och familjen tordyvlar. Inga underarter finns listade i Catalogue of Life.